# Vikingarnas julparty
Vikingarnas julparty är delvis ett julalbum från 1979 av det svenska dansbandet Vikingarna. Bara sida A har jultema.

Sida B innehåller två ej tidigare utgivna originallåtar - "Hav och himmel" samt "Inför prästen". Man hittar även en längre version av låten "Moskva" än den som kom att spelas in på Kramgoa låtar 8 året efter. 

Det finns två olika typer av utgåvor av albumet. Den ena utgåvan innehåller en gruppbild av bandmedlemmarna på omslaget medan den andra utgåvan har en bild föreställande en jultomte tillsammans med en kvinna. De musikaliska inspelningarna är dock identiska.

## Låtlista

### Sida A
1. I kväll jag tänder ett ljus
2. Bella Notte
3. Bjällerklang (Jingle Bells)
4. Låt mig få tända ett ljus (Mozarts vaggsång)
5. Hej, mitt vinterland
6. Ser du stjärnan i det blå (When You Wish upon a Star)
7. Sjömansjul på Hawaii
8. Jag drömmer om en jul hemma (White Christmas)
9. En gång är ingen gång (Han är min sång och glädje) - (endast kassettbandsutgåvan)

### Sida B
1. Hav och himmel
2. Leende guldbruna ögon
3. Mississippi
4. Moskva (Moskau)
5. Fernando
6. Inför prästen
7. En gång är ingen gång (Han är min sång och glädje) - (endast LP-utgåvan)
8. Charlie Brown

## Listplaceringar
| Lista (1979) | Topplacering |
| ------------ | ------------ |
| Sverige      | 41           |